# 聖何塞德博凱
聖何塞德博凱（西班牙語：San José de Bocay）是尼加拉瓜的城鎮，位於該國北部，由希諾特加省負責管轄，始建於2002年3月13日，面積3,990平方公里，海拔高度460米，2005年人口42,029，人口密度每平方公里10.53人。
13°32′N 85°32′W / 13.533°N 85.533°W